# MLS Cup 2004
De MLS Cup 2004 was de voetbal kampioenschapswedstrijd van het MLS Seizoen 2004. Deze wedstrijd werd gespeeld op 14 november 2004 en stond onder leiding van scheidsrechter Michael Kennedy. DC United won voor de vierde keer de MLS Cup door Kansas City Wizards met 3-2 te verslaan.

## Stadion
Het Home Depot Center, de thuishaven van Los Angeles Galaxy, heeft de MLS Cup 2004 georganiseerd, dit was de tweede keer dat het stadion werd gebruikt voor de finale van de MLS.